# Volumnia
Volumnia war eine antike römische Schauspielerin und Tänzerin aus der 2. Hälfte des 1. Jahrhunderts v. Chr. Sie war eine Freigelassene unbekannter Herkunft (wahrscheinlich Griechin) und Geliebte zahlreicher namhafter Männer ihrer Zeit. Als Schauspielerin trat sie unter dem Namen Cytheris auf. Zu ihren Verehrern und Geliebten gehörten ihr früherer Besitzer Publius Volumnius, Marcus Antonius (der die Beziehung ca. 48 v. Chr. beendete, um Fulvia zu heiraten), Marcus Iunius Brutus und der Politiker und Dichter Gaius Cornelius Gallus, der sie in seinen Werken Lycoris nannte.